# Hilvarenbeek
Hilvarenbeek – gmina w prowincji Brabancja Północna w Holandii. W 2014 roku zamieszkiwało ją 15 082 ludzi. Stolica gminy znajduje się w mieście Hilvarenbeek. Jest to jednocześnie największa miejscowość w gminie - mieszka tam 8600 ludzi. 
Pozostałe miejscowości gminy to: Baarschot, Biest-Houtakker, Diessen, Esbeek, Haghorst (większe) oraz Beerten, Driehuizen, Dun, Gorp, Groenstraat, Groot Loo, Grote Voort, Hoog Spul, Hoogeind, Klein Loo, Kleine Voort, Laag Spul, Rovert, Slibbroek and Westerwijk.
Największą atrakcją gminy jest Beekse Bergen, składający się z safari parku i parku rozrywki. Jest osiedle letnich bungalowów oraz camping.